# 메시에 37

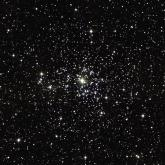
M37

M37(NGC 2099)는 마차부자리에 있는 산개 성단이다. 1654년이전에 Giovanni Batista Hodierna에 의해 발견되었으며, 1764년 9월 2일 샤를 메시에가 독립적으로 재발견하여 메시에 천체 목록에 넣었다.
M37는 지구에서 약 4,400 광년 떨어져 있으며, 겉보기 등급은 +6.2등급이다. 시직경은 24분으로 약 3억 년 전에 형성되었으며, 500개 이상의 별들로 이루어져 있다.

## 같이 보기
- 메시에 천체 목록